# Cors robats
Cors robats (títol original: Two If by Sea) és una comèdia romàntica estrenada el 1996. Protagonitzada per Sandra Bullock i Denis Leary, va ser dirigida per Bill Bennett. Ha estat doblada al català.

## Argument
Roz (Sandra Bullock) i Frank (Denis Leary), una parella bastant corrent si no fos perquè ell complementa el seu escàs sou robant obres d'art que revèn a un marxant de pocs escrúpols. Roz està cansada de viure així, i Frank li promet que aquest serà el seu últim cop. El robatori del seu últim quadre els porta a una illa de Nova Anglaterra, on hauran de contactar amb el comprador.
Allà decideixen passar el cap de setmana en una de les mansions estiuenques desocupades. Un dels seus aristocràtics veïns troba en la nova veïna Roz, l'obra d'art que sempre va voler tenir en la seva col·lecció, i decideix conquistar-la. Frank descobreix que el quadre robat val una autèntica millonada, i que té al darrere l' FBI, un col·leccionista d'art i una colla de mafiosos d'estar per casa. Però la seva més gran preocupació serà recuperar a la seva promesa Roz.

## Repartiment
- Denis Leary: Francis "Frank" O'Brien.
- Sandra Bullock: Roz.
- Stephen Dillane: Evan Marsh.
- Yaphet Kotto: l'Agent de l'FBI O'Malley.
- Mike Starr: Fitzie.
- Jonathan Tucker: Todd.
- Wayne Robson: Beano Callahan.
- Michael Badalucco: Quinn.
- Lenny Clarke: Kelly.

## Rebuda crítica i comercial
Els crítics únicament li van donar un total del 12% de comentaris positius, segons Rotten Tomatoes.

Destacar el comentari del crític cinematogràfic Alex Sandell:
| «                                  | "Sandra Bullock en una mala comèdia romàntica. Denis Leary es un protagonista espantós." | » |
| — Alex Sandell, crític de cinema.> |                                                                                          |   |

En taquilla la pel·lícula va ser un absolut fracàs, als Estats Units només va recaptar una mica més de 10 milions de dòlars.
"Tova comèdia romàntica, recital de frenesí amb moralitat de fons, tot a la salut de Miss Bullock. Però ni el guió ni l'evident apologia del buit fan res per mantenir-se a la seva altura"

## Localitzacions
Cors robats es va rodar entre el 30 d'abril de 1995 i el 26 de juny de 1995 en diverses localitzacions del Canadà i Estats Units. Destacar la zona de Nova Escòcia (en diferents poblacions) al Canadà i Massachusetts als Estats Units.